# Opacibidion opacicolle
Opacibidion opacicolle är en skalbaggsart som först beskrevs av Julius Melzer 1931.  Opacibidion opacicolle ingår i släktet Opacibidion och familjen långhorningar.
Artens utbredningsområde är Paraguay. Inga underarter finns listade i Catalogue of Life.